# Histoire de l'Inquisition en France

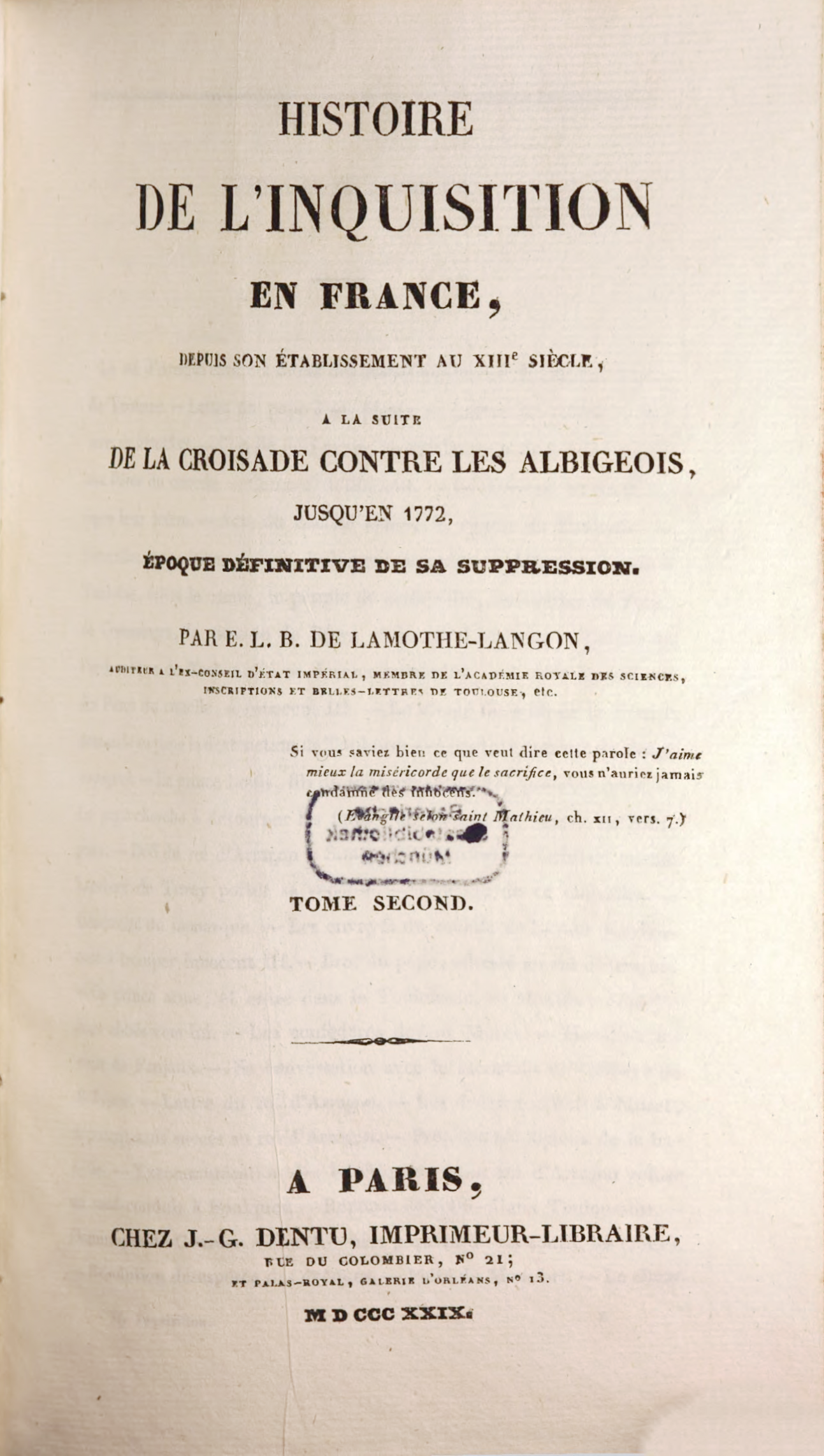
Página de título de la Historia de la Inquisición en Francia de Lamothe-Langon.

Histoire de l'Inquisition en France es un libro publicado en 1829 por Etienne Leon de Lamothe-Langan, presuntamente sobre la base de un acceso sin precedentes a los archivos eclesiásticos de Toulouse permitido por el obispo Hyacinthe Sermet. En la actualidad se tiene por falso. 
Las historias dramáticas y escalofriantes del Histoire fueron incorporadas como fuente primaria en muchos otros textos, principalmente el Quellen und Untersuchungen zur Geschichte des Hexenwahns und der Hexenverfolung im Mittelalter ("Fuentes y estudios sobre la historia de la creencia en y la caza de brujas en la Edad Media") de Joseph Hansen, que a su vez se convirtió en fuente de muchas otras obras. Finalmente, la obra de Lamonthe-Langan se convirtió en la única o la principal fuente para una parte sustancial de las creencias populares e históricas sobre la Inquisición, la brujería, la tortura y la jurisprudencia en Época Medieval.
A comienzos de la década de 1970, los historiadores  Norman Cohn y Richard Kieckhefer descubrieron independientemente que la Histoire era una invención: el archivo de Lamonthe-Langan no existía, el autor, aun en el caso de la existencia del archivo, no hubiera tenido los conocimientos paleográficos para leer textos de esa época, varios acontecimientos mayores que describe podrían no haber ocurrido y su libro está lleno de anacronismos.
Antes de fabricar el Histoire, Lamonthe-Langan había escrito una novela de terror gótico. Más tarde falsificaría varias autobiografías de figuras históricas francesas.